# Erendira atrox
Erendira atrox is een spinnensoort uit de familie van de loopspinnen (Corinnidae).
De wetenschappelijke naam van de soort werd in 1955 als Megalostrata atrox gepubliceerd door Lodovico di Caporiacco.